# Paron (Yonne)
Pour les articles homonymes, voir Paron.
Paron est une commune française située dans le département de l'Yonne (89) en région Bourgogne-Franche-Comté. Elle appartient au canton de Sens-Ouest et à l'arrondissement de Sens. La ville fait partie de la Communauté d'agglomération du Grand Sénonais. Sa superficie est de 10,6 km2.  Elle se situe géographiquement à une altitude de 80 mètres environ.
Ses habitants sont appelés les Paronnais.

## Géographie

### Localisation
Paron est une commune de la rive gauche de l’Yonne. La partie est se situe dans la vallée de l’Yonne alors que la partie ouest s’étend en bordure du plateau du Gâtinais. Son territoire s'étend sur 1 051 ha et son altitude va de 62 m à 179 m.
Administrativement, elle fait partie de la Communauté d'agglomération du Grand Sénonais, dont elle est la troisième commune, s'agissant de la population, après Sens et Villeneuve-sur-Yonne. Située au nord de la région Bourgogne-Franche-Comté et du département de l'Yonne, elle est limitrophe à l'ouest de la ville de Sens, chef-lieu de l'arrondissement, avec laquelle elle ne forme qu'une seule agglomération.
La ville compte plusieurs hameaux : les Provendiers, les Fleuris, les Puits, les Galops, l’Univers, les Croissants et les Dauges.
| Nailly   | Saint-Martin-du-Tertre |      |
| Villeroy | Paron                  | Sens |
| Subligny | Collemiers             | Gron |

| - OpenStreetMap Limite communale. |

### Espaces protégés

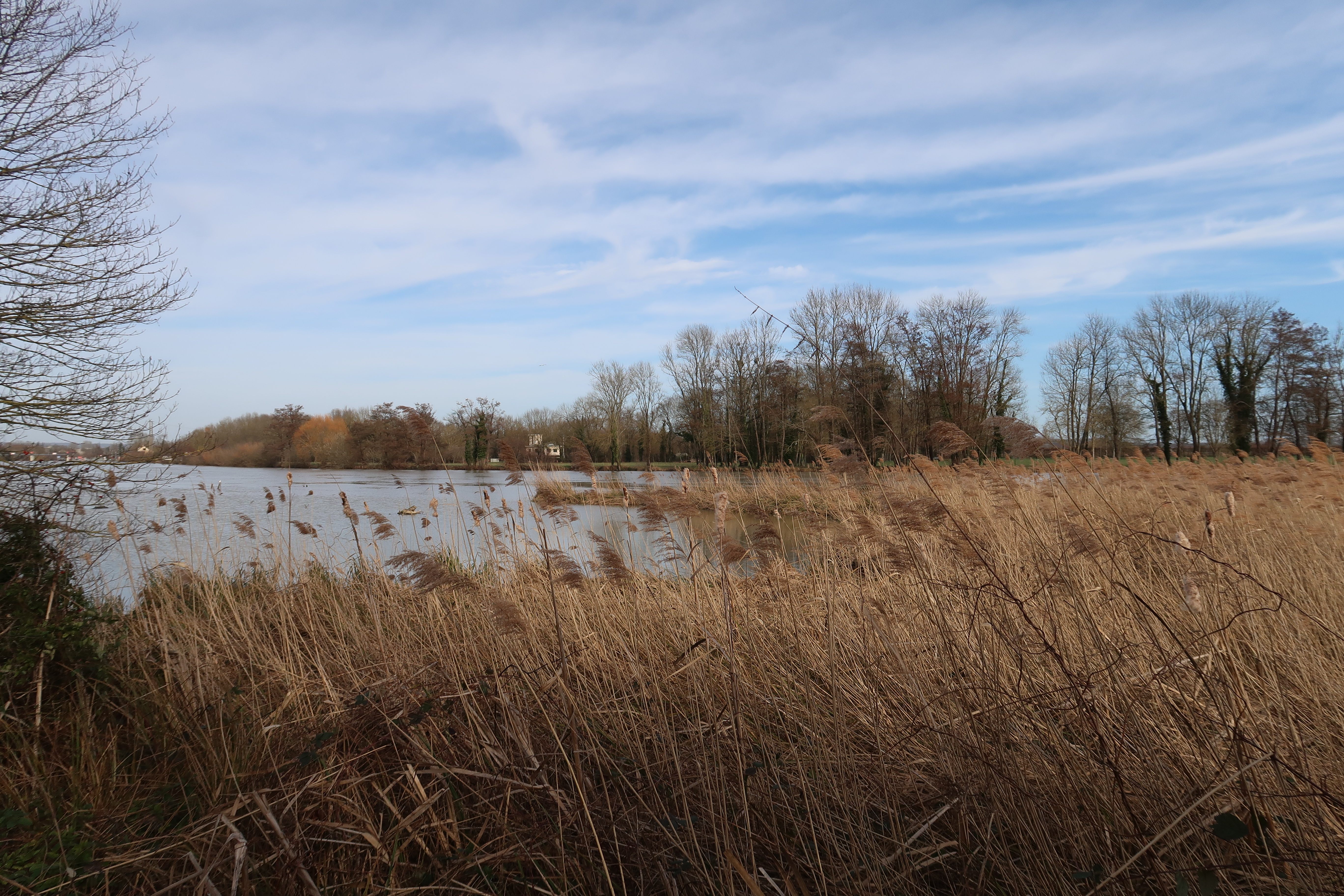
Roselière

Sur les falaises crayeuses séparant les parties hautes et basses, des pelouses sèches, thermophiles, sont classées parmi les sites Natura 2000. Ce site fait aussi partie de la zone naturelle d'intérêt écologique, faunistique et floristique (ZNIEFF) des coteaux de Paron à Saint-Martin-du-Tertre où pousse notamment le lin français (Linum leonii), espèce endémique française, très rare. D'anciennes carrières abritent plusieurs espèces de chauves-souris.
La roselière de Paron est une zone marécageuse au bord de l'Yonne, lieu d'habitats pour une faune et une flore de milieux aquatiques, répertoriée comme ZNIEFF.

### Voies de communication et transports

#### Transports urbains
Quatre lignes de transports en commun du réseau Intercom du Grand Sénonais desservent Paron : 
- Ligne 1 : Sens (Centre commercial sud) ↔ Paron (Mairie) ;
- Ligne 5 : Sens (Zone industrielle) ↔ Saint-Martin-du-Tertre (Louise Michel) ;
- Ligne 6 : Paron (Collège) ↔ Gron (Les Épenards) ;
- Ligne 7 : Sens Garibaldi ↔ Courtois-sur-Yonne (Les Bordes).

#### Voies routières
Paron se situe au point de rencontre de deux voies romaines : Sens à Gien et Auxerre à Sens.

L'ancienne route impériale Nancy-Orléans, devenue la route nationale 60 puis la D 660, traverse la commune d'est en ouest. Paron est aussi sur l'itinéraire Sens-Nemours (D 81). Des routes permettent de rejoindre Villeneuve-sur-Yonne et Auxerre vers le sud et Pont-sur-Yonne vers le nord.

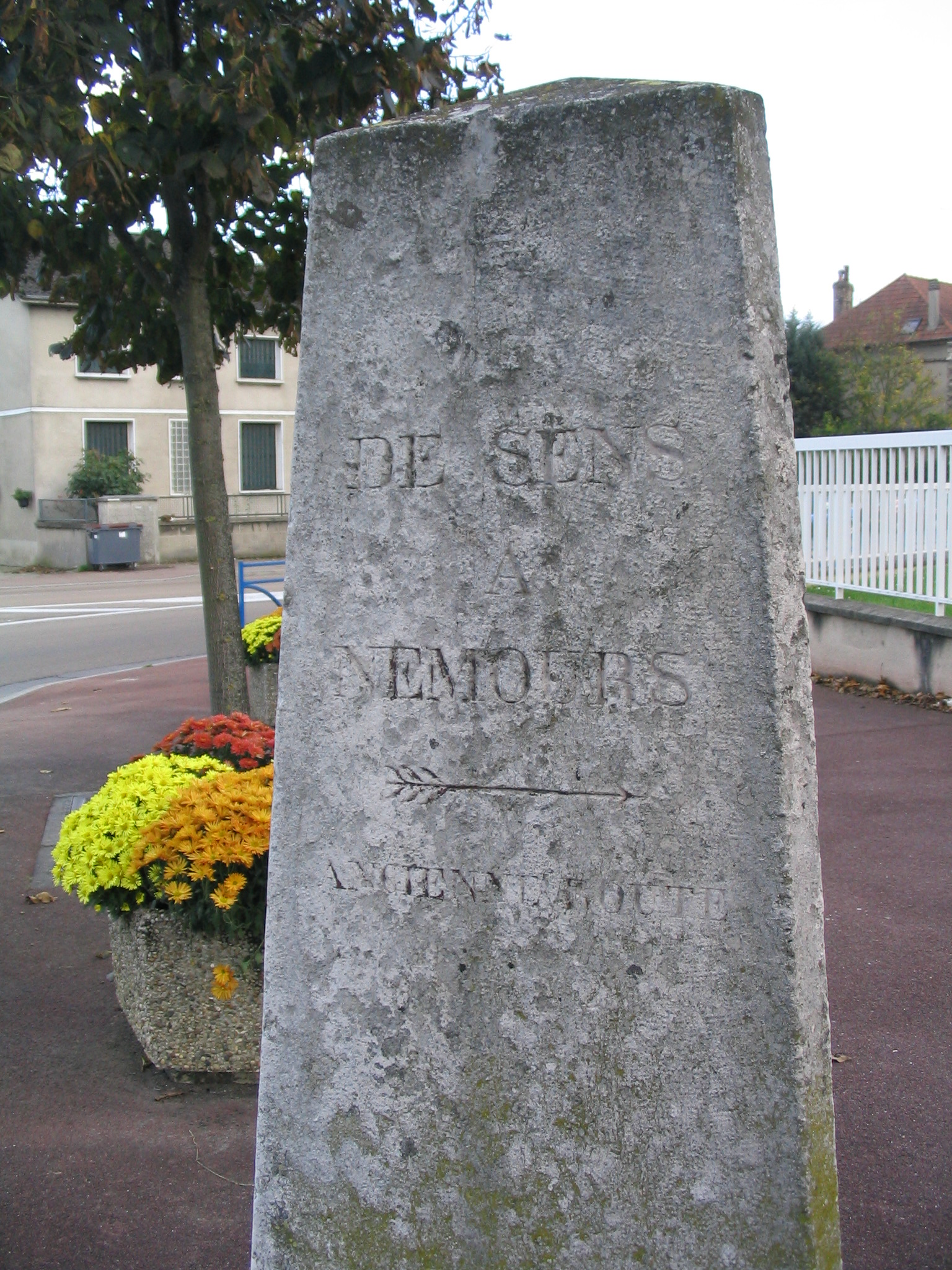
Borne située à l'intersection des routes Nancy-Orléans et Sens-Nemours à Paron.

L’accès à l'autoroute A19 est distant de 7 km. Cette autoroute permet d'aller à Paris, Lyon, Orléans ou Troyes.

#### Voies ferrées
La ligne Paris-Dijon-Lyon (ex PLM) passe sur la commune de Paron qui ne possède pas de gare mais celle de Sens est située à 400m de la limite nord-est de la commune. Paron est aussi traversée par l'ancienne ligne Sens-Montargis. Pour son passage, il a été nécessaire de creuser un tunnel de 180 m sous les côtes de Paron.

#### Chemins de randonnée
Le GR213 de Pont-sur-Yonne à Saint-Georges-sur-Baulche passe par Paron.

#### Voies fluviales
L’Yonne est une voie navigable pour le transport fluvial vers la région parisienne et au-delà vers Le Havre.  Le port fluvial de Gron, est un port de marchandises situé à 4 km de Paron. L’Yonne est aussi fréquentée par les bateaux de plaisance qui peuvent rejoindre le canal de Bourgogne ou le canal du Nivernais.

### Climat
Pour des articles plus généraux, voir Climat de la Bourgogne-Franche-Comté et Climat de l'Yonne.
En 2010, le climat de la commune est de type climat océanique dégradé des plaines du Centre et du Nord, selon une étude du Centre national de la recherche scientifique s'appuyant sur une série de données couvrant la période 1971-2000. En 2020, Météo-France publie une typologie des climats de la France métropolitaine dans laquelle la commune est exposée à un climat océanique altéré et est dans la région climatique  Nord-est du bassin Parisien, caractérisée par un ensoleillement médiocre, une pluviométrie moyenne régulièrement répartie au cours de l’année et un hiver froid (3 °C). 
Pour la période 1971-2000, la température annuelle moyenne est de 11,2 °C, avec une amplitude thermique annuelle de 15,9 °C. Le cumul annuel moyen de précipitations est de 686 mm, avec 11,3 jours de précipitations en janvier et 7,2 jours en juillet. Pour la période 1991-2020, la température moyenne annuelle observée sur la station météorologique de Météo-France la plus proche, « Sens », sur la commune de Sens à 2 km à vol d'oiseau, est de 11,9 °C et le cumul annuel moyen de précipitations est de 644,7 mm. 
La température maximale relevée sur cette station est de 42,4 °C, atteinte le 25 juillet 2019 ; la température minimale est de −22,6 °C, atteinte le 14 février 1956,,. 
| Mois                                  | jan.            | fév.             | mars          | avril         | mai             | juin           | jui.           | août           | sep.          | oct.            | nov.           | déc.             | année      |
| ------------------------------------- | --------------- | ---------------- | ------------- | ------------- | --------------- | -------------- | -------------- | -------------- | ------------- | --------------- | -------------- | ---------------- | ---------- |
| Température minimale moyenne (°C)     | 1,7             | 1,4              | 3,3           | 5,3           | 9,1             | 12,2           | 14             | 13,7           | 10,5          | 8,1             | 4,6            | 2,3              | 7,2        |
| Température moyenne (°C)              | 4,4             | 5,1              | 8,1           | 10,9          | 14,7            | 18             | 20,2           | 20,1           | 16,3          | 12,6            | 7,9            | 5                | 11,9       |
| Température maximale moyenne (°C)     | 7,2             | 8,7              | 12,9          | 16,5          | 20,2            | 23,8           | 26,5           | 26,4           | 22,1          | 17,1            | 11,1           | 7,7              | 16,7       |
| Record de froid (°C) date du record   | −22 09.01.1985  | −22,6 14.02.1956 | −12 01.03.05  | −5,6 08.04.03 | −3,8 06.05.1957 | 1,7 05.06.1976 | 4,4 07.07.1962 | 3,8 26.08.1966 | 0,3 25.09.02  | −3,7 25.10.1964 | −10 23.11.1956 | −15,6 31.12.1985 | −22,6 1956 |
| Record de chaleur (°C) date du record | 17,1 05.01.1999 | 22,8 24.02.1990  | 26,8 31.03.21 | 28,9 20.04.18 | 33,3 28.05.17   | 38,4 18.06.22  | 42,4 25.07.19  | 40,2 06.08.03  | 35,8 08.09.23 | 30,5 01.10.1985 | 23 07.11.15    | 19,6 16.12.1989  | 42,4 2019  |
| Précipitations (mm)                   | 50,9            | 48,4             | 45,9          | 52,8          | 59,6            | 51,5           | 55,7           | 48,3           | 50,5          | 63,2            | 56,3           | 61,6             | 644,7      |

| Diagramme climatique                                  |            |             |             |             |              |            |              |              |             |             |            |
| J                                                     | F          | M           | A           | M           | J            | J          | A            | S            | O           | N           | D          |
| 7,21,750,9                                            | 8,71,448,4 | 12,93,345,9 | 16,55,352,8 | 20,29,159,6 | 23,812,251,5 | 26,51455,7 | 26,413,748,3 | 22,110,550,5 | 17,18,163,2 | 11,14,656,3 | 7,72,361,6 |
| Moyennes : • Temp. maxi et mini °C • Précipitation mm |            |             |             |             |              |            |              |              |             |             |            |

Les paramètres climatiques de la commune ont été estimés pour le milieu du siècle (2041-2070) selon différents scénarios d'émission de gaz à effet de serre à partir des nouvelles projections climatiques de référence DRIAS-2020. Ils sont consultables sur un site dédié publié par Météo-France en novembre 2022.

## Urbanisme

### Typologie
Au 1er janvier 2024, Paron est catégorisée ceinture urbaine, selon la nouvelle grille communale de densité à sept niveaux définie par l'Insee en 2022.
Elle appartient à l'unité urbaine de Sens, une agglomération intra-départementale regroupant six  communes, dont elle est une commune de la banlieue,,. Par ailleurs la commune fait partie de l'aire d'attraction de Sens, dont elle est une commune de la couronne,. Cette aire, qui regroupe 65 communes, est catégorisée dans les aires de 50 000 à moins de 200 000 habitants,.

### Occupation des sols
L'occupation des sols de la commune, telle qu'elle ressort de la base de données européenne d’occupation biophysique des sols Corine Land Cover (CLC), est marquée par l'importance des territoires agricoles (44,9 % en 2018), en diminution par rapport à 1990 (48,4 %). La répartition détaillée en 2018 est la suivante : 
terres arables (34,7 %), forêts (27,9 %), zones urbanisées (21,8 %), zones agricoles hétérogènes (10,3 %), zones industrielles ou commerciales et réseaux de communication (3,8 %), eaux continentales (1,6 %). L'évolution de l’occupation des sols de la commune et de ses infrastructures peut être observée sur les différentes représentations cartographiques du territoire : la carte de Cassini (XVIIIe siècle), la carte d'état-major (1820-1866) et les cartes ou photos aériennes de l'IGN pour la période actuelle (1950 à aujourd'hui).

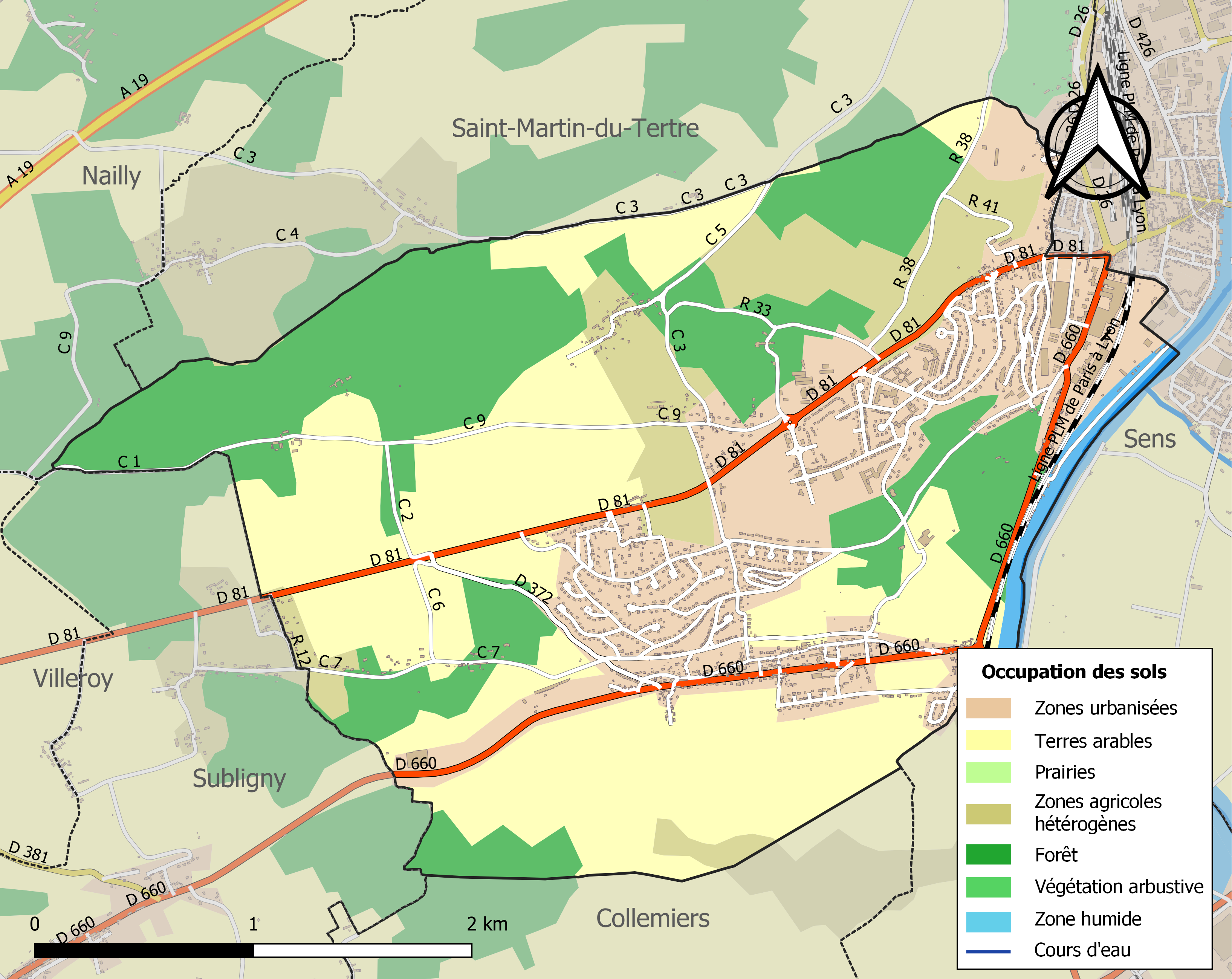
Carte des infrastructures et de l'occupation des sols de la commune en 2018 (CLC).

## Histoire
L'Homme semble s'être installé sur le site dès le Paléolithique inférieur à la période acheuléenne avec la découverte d'outils bifaces datant de cette période.
En 1084, il est fait mention d'une église paroissiale à l'emplacement de l'ermitage de Saint-Bond, sur une colline, lieu de pèlerinage en l'honneur de ce saint ermite du VIIe siècle qui s'y était installé. Appelé Parado en 1183, le village prend le nom de Paron au XIIIe siècle, attaché à une nouvelle église paroissiale située dans la vallée en contrebas de la colline Saint-Bond. La paroisse est mentionnée sous le nom latin de Perronum, xvie siècle.
Avant la Révolution française, les terres de Paron appartiennent en partie à l'archevêché de Sens dont elles dépendent grâce à la baronnie archiépiscopale de Nailly, commune proche, mais aussi du domaine du château de Chaumot[réf. souhaitée] qui appartenait au prince François-Xavier de Saxe, oncle du roi Louis XVI (censives de Chanteprime, fiefs de l'Echelotte et de Brémonts). En 1789, Monsieur de Blignac et le seigneur de Bourbonne y possèdent des domaines. La seigneurie du Chesnoy, à l'ouest de la commune, appartient à la famille de Longueau, originaire du Gâtinais.
Jusqu'au XIXe siècle, Paron est un village de vignerons et d'agriculteurs de moins de 500 habitants. La vigne, réputée pour son Crève-Cœur, qui occupe 190 ha en 1787 et encore 130 ha en 1829 disparaît totalement au début du XXe siècle victime du phylloxéra, les vins locaux étant concurrencés par les vins des grandes régions viticoles françaises. Les ressources du sous-sol sont exploitées pour fabriquer du blanc d'Espagne et de la chaux.
À la fin du XIXe siècle, Paron devient un lieu de promenade dominicale pour les habitants de Sens. Ils montent à la chapelle Saint-Bond et font une halte à la Galette Chicouet, maison fondée en 1861 par Luis Théodore Chicouet  dont une galette feuilletée est la spécialité. Cet établissement ferme en 1974.
Au XXe siècle, des entreprises industrielles s'installent sur le territoire de la commune.
Lors de la Seconde Guerre mondiale, Paron est libérée de l'occupation allemande le 21 août 1944 par la  3e armée américaine du Général Patton en chemin de Montargis vers Sens.
La population augmente fortement durant la deuxième moitié du XXe siècle avec la construction de lotissements dont les habitants viennent de la ville limitrophe de Sens et de la région  Île-de-France proche.
Les années 2020 sont celles de la renaissance du vignoble dans la région sénonaise avec, en particulier, la plantation de nouvelles vignes sur les côtes calcaires exposées au sud, la transformation d'anciennes carrières de craie en caves et la construction d'un chai pour la vinification.

## Économie
La ville dispose d'activités commerciales et industrielles en lien avec l'agglomération de Sens.

## Politique et administration

### Liste des maires
| Période     | Période   | Identité           | Étiquette   | Qualité |
| ----------- | --------- | ------------------ | ----------- | --- |
| mai 1945    | mars 1959 | Paul Lhioreau      |             | |
| mars 1959   | juin 1995 | Roger Treillé      | RI puis UDF | Banquier puis directeur commercial Conseiller général du canton de Sens-Ouest (1964 → 1988) Vice-président du conseil général de l'Yonne [Quand ?] Président du district de l'agglomération sénonaise (1962 → 1977 puis 1979 → 1989) |
| juin 1995   | mars 2001 | Jean-Paul Séveyrat | DVD         | Suppléant du député Philippe Auberger (1997-2002) |
| mars 2001   | mai 2020  | Bernard Chatoux    | DVD         | Ingénieur retraité Vice-président de la CA du Grand Sénonais |
| 25 mai 2020 | en cours  | Jean-Luc Givord    | LR          | Retraité, conseiller départemental depuis 2021 |

## Population et société

### Démographie
L'évolution du nombre d'habitants est connue à travers les recensements de la population effectués dans la commune depuis 1793. Pour les communes de moins de 10 000 habitants, une enquête de recensement portant sur toute la population est réalisée tous les cinq ans, les populations de référence des années intermédiaires étant quant à elles estimées par interpolation ou extrapolation. Pour la commune, le premier recensement exhaustif entrant dans le cadre du nouveau dispositif a été réalisé en 2004.

En 2022, la commune comptait 4 855 habitants, en évolution de −0,23 % par rapport à 2016 (Yonne : −1,95 %, France hors Mayotte : +2,11 %).
| 1793 | 1800 | 1806 | 1821 | 1831 | 1836 | 1841 | 1846 | 1851 |
| ---- | ---- | ---- | ---- | ---- | ---- | ---- | ---- | ---- |
| 268  | 357  | 325  | 380  | 381  | 420  | 436  | 456  | 468  |

| 1856 | 1861 | 1866 | 1872 | 1876 | 1881 | 1886 | 1891 | 1896 |
| ---- | ---- | ---- | ---- | ---- | ---- | ---- | ---- | ---- |
| 461  | 469  | 497  | 497  | 461  | 440  | 454  | 440  | 443  |

| 1901 | 1906 | 1911 | 1921 | 1926 | 1931 | 1936 | 1946 | 1954  |
| ---- | ---- | ---- | ---- | ---- | ---- | ---- | ---- | ----- |
| 512  | 503  | 475  | 499  | 611  | 762  | 828  | 837  | 1 009 |

| 1962  | 1968  | 1975  | 1982  | 1990  | 1999  | 2004  | 2006  | 2009  |
| ----- | ----- | ----- | ----- | ----- | ----- | ----- | ----- | ----- |
| 1 223 | 1 783 | 2 747 | 3 889 | 4 537 | 4 845 | 4 583 | 4 517 | 4 432 |

| 2014  | 2019  | 2022  | - | - | - | - | - | - |
| ----- | ----- | ----- | - | - | - | - | - | - |
| 4 858 | 4 828 | 4 855 | - | - | - | - | - | - |

### Enseignement
- École Paul-Bert
- École Pierre Curie
- École Calmette
- Collège André Malraux

### Sports
La complexe sportif Roger Treillé regroupe des salles polyvalentes et des terrains de sport (football, tennis...).
En octobre 2013, le club de football de Paron (le Paron FC) évoluant alors en Promotion de Ligue et entraîné par Fabien Cool, élimine le Football Club de Gueugnon (CFA2) et accède ainsi au 7e tour de la coupe de France.
Celui-ci évolue en Régional 1 de la Ligue de Bourgogne-Franche-Comté en 2020.

## Culture et patrimoine

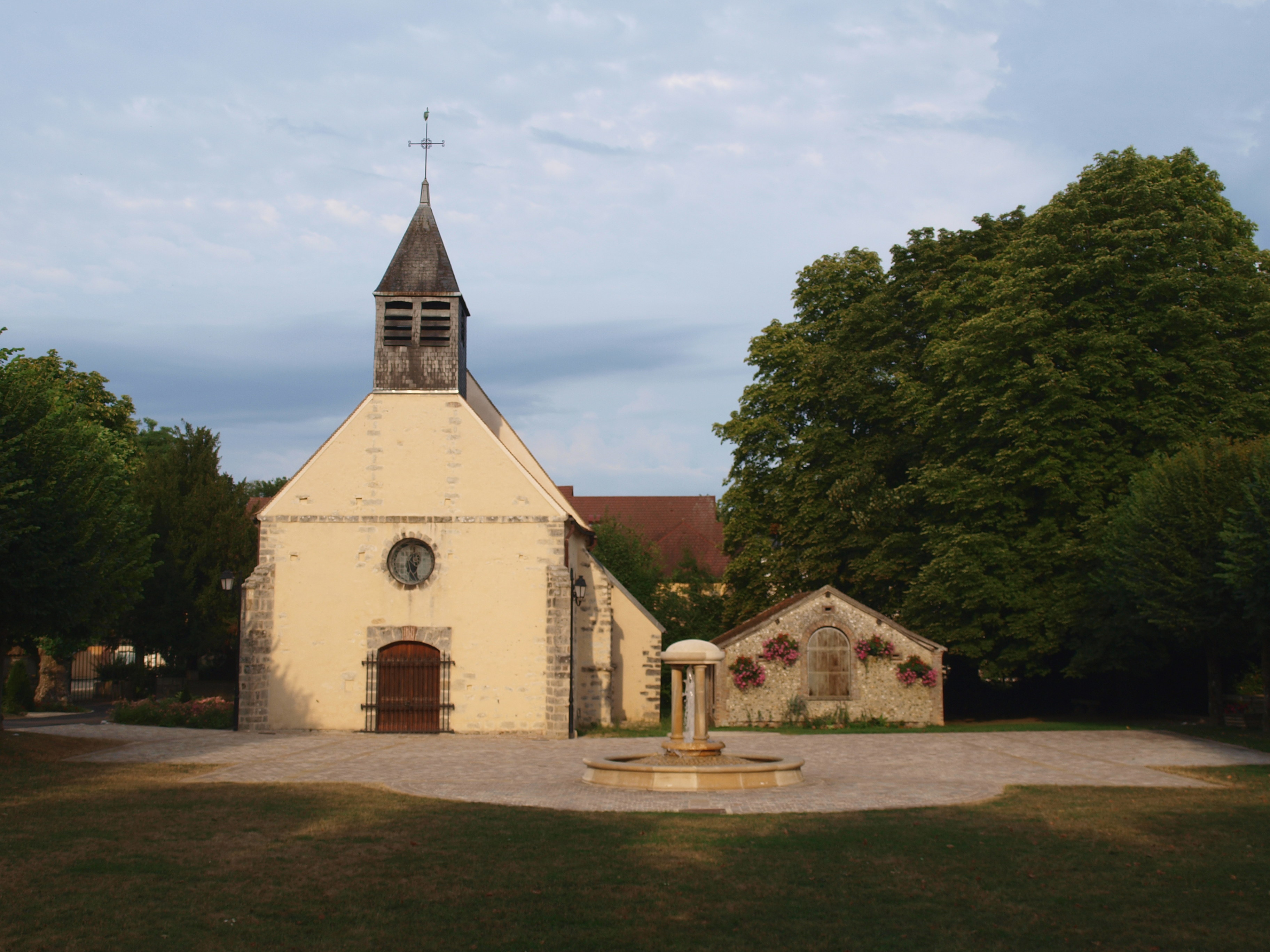
Église Sainte-Florence-Saint-Bond.

### Lieux et monuments
- Église Sainte-Florence-Saint-Bond[44] (XIIIe siècle - remaniée au XVIIIe),
- Église Notre-Dame au Chemin Neuf dont la construction débute en 1966,
- Château de Paron[Note 7] (XVIIIe siècle) devenu École Théodore de Bèze dont le parc figure à l'inventaire général du patrimoine culturel[45],
- Manoir du Chesnoy (XVIIe et XVIIIe siècles), ancien fief des seigneurs du Chesnoy à l'ouest de la commune.
- Fontaine Sainte-Florence (1996 - Sculpteur : Laurence Dardier[46]),
- Sculpture en granit rose de Pierre Székely : La vie (1999)[47]. Parking du stade de Saint-Bond.

### Distinctions
Ville fleurie : trois fleurs.

### Personnalités liées à la commune
- Saint Bond, dont l'ermitage se trouvait sur la colline qui porte maintenant son nom,
- Léonard Robin, mort en 1802 à Paron, homme politique français,
- Maurice Roy (1856-1932) : auteur français, membre de l'Institut,
- François Louis Hubert Chateau (1904-1945), résistant communiste, mort en déportation,
- Michel Ponsich (1927-2010), archéologue français.

### Héraldique
| Blason de Paron | Blason  | Taillé au premier d'azur à la fleur de lys d'or, au second d'argent semé de fleurs de lys d'or, à l'église de gueules ouverte et ajourée d'argent.          |
| Blason de Paron | Détails | * Il y a là non-respect de la règle de contrariété des couleurs : ces armes sont fautives (or sur argent). Le statut officiel du blason reste à déterminer. |
| Blason de Paron | Alias   | Taillé d'azur à la fleur de lys d'or, et de gueules à l'église d'or.                                                                                        |